# 小野新次郎
小野 新次郎（おの しんじろう、1948年? - 2022年〈令和4年〉6月3日）は、日本の特許庁技官、弁理士。特許技監を最後に退官後、ユアサハラ法律特許事務所特許部代表パートナー。位階勲等は従四位瑞宝中綬章。　

## 人物・経歴
1970年(旧)東京都立大学工学部工業化学科卒業、特許庁入庁。1974年特許庁審査第四部審査官（高分子有機材料）。1975年科学技術庁振興局管理課情報室出向。1977年特許庁審査第四部審査官（薬品化学）。1978年からアメリカ化学会Chemical Abstractsサービスに留学。1979年特許庁審査第四部審査官（応用化学）。
1982年外務省在ジュネーブ国際機関日本政府代表部一等書記官。1985年特許庁審査第四部審査官（応用化学）。1986年特許庁審査第四部調整課長補佐（調査班長）。1989年特許庁総務部調査官（特許管理担当）。1992年特許庁審判部上級審判官。1993年特許庁審査第四部医療審査長。1994年特許庁総務部特許情報企画課長。1995年特許庁審査第四部首席審査長。1997年特許庁審判部第4部門長。
1998年特許庁審査第四部長。2001年特許庁審判部長。2002年特許技監。2005年退官、ユアサハラ法律特許事務所弁理士。2010年特許庁産業財産権制度関係功労者表彰及び産業財産権制度活用優良企業等表彰委員会委員。2014年日本国際知的財産保護協会監事。2018年（平成30年）秋の叙勲で瑞宝中綬章（経済産業行政事務功労）受章。
2022年（令和4年）6月3日、死去。74歳没。死没日付で叙従四位。